# Diabla Góra (Kruklanki)
Diabla Góra (deutsch Teufelsberg, Forst) ist ein kleiner Ort in der polnischen Woiwodschaft Ermland-Masuren, der zur Landgemeinde Kruklanki (Kruglanken) im Powiat Giżycki (Kreis Lötzen) gehört.

## Geographische Lage
Diabla Góra liegt östlich vom Großen Lenkuk-See (polnisch Jezioro Łękuk) im Nordosten der Woiwodschaft Ermland-Masuren. Bis zur ehemaligen Kreisstadt Angerburg (polnisch Węgorzewo) sind es 23 Kilometer in nordwestlicher Richtung, und die heutige Kreisstadt Giżycko (Lötzen) liegt 21 Kilometer entfernt in südwestlicher Richtung.

## Geschichte
Die Försterei Teufelsberg wurde etwa um 1826 gegründet. Namensgebend ist der nahegelegene Teufelsberg (polnisch Diabla Góra), dessen Höhe 200 Meter beträgt. Die Försterei Teufelsberg war seit 1929 ein Wohnplatz der Landgemeinde Knobbenort (polnisch Podleśne). Sie gehörte zum Kreis Angerburg im Regierungsbezirk Gumbinnen der preußischen Provinz Ostpreußen.
Am 30. September 1929 wurde das Forsthaus Teufelsberg in den Gutsbezirk Heydtwalde, Forst (Budziska Leśne) überführt. In Kriegsfolge kam der kleine Ort 1945 mit dem gesamten südlichen Ostpreußen zu Polen. Als heutige kleine Waldsiedlung erhielt sie den polnischen Namen Czarcia Góra und wurde 2010 in Diabla Góra umbenannt. Sie gehört zum Schulzenamt (polnisch sołectwo) Żabinka (Zabinken, 1938–1945 Hochsee) im Verbund der Landgemeinde Kruklanki (Kruglanken) im Powiat Giżycki, bis 1998 zur Woiwodschaft Suwałki, seither zur Woiwodschaft Ermland-Masuren gehörig.

## Religionen
Die Försterei Teufelsberg war bis 1945 als Wohnplatz der Gemeinde Knobbenort in die evangelische Kirche Kruglanken in der Kirchenprovinz Ostpreußen der Evangelischen Kirche der Altpreußischen Union sowie in die katholische Kirche Zum Guten Hirten Angerburg im Bistum Ermland eingepfarrt.
Heute gehört die Siedlung zur katholischen Pfarrei Kruklanki im Bistum Ełk (Lyck) der Römisch-katholischen Kirche in Polen bzw. zur evangelischen Pfarrei Giżycko (Lötzen) mit der Filialgemeinde Pozezdrze (Possessern, 1938–1945 Großgarten) in der Diözese Masuren der Evangelisch-Augsburgischen Kirche in Polen.

## Verkehr
Diabla Góra ist auf Nebenstraßen von Kruklanki (Kruglanken) aus über Podleśne (Knobbenort) ebenso wie von Jasieniec (Groß Eschenort) aus über Żabinka (Zabinken, 1938–1945 Hochsee) zu erreichen. Eine Bahnanbindung besteht nicht.